# 萤火虫航空航天蓝色幽灵月球着陆器
蓝色幽灵，是由美国民营航天公司萤火虫太空设计和制造的一类月球着陆器。该公司计划使用此类着陆器将小型有效载荷运送到月球表面。蓝色幽灵一号于美国东部时间2025年1月15日上午1:11发射（世界标准时间06:11）。2025年3月2日，登月器成功登陸月球。
該航天器是以一种被称为“蓝色幽灵”的萤火虫的名字命名的。

## 概述
萤火虫航空航天公司是使用蓝色幽灵着陆器进行月球运送服务的主承包商。萤火虫航空航天提供或分包蓝色幽灵有效载荷集成、从地球发射、登陆月球和任务指挥。萤火虫航空航天的斯德伯克设施将作为该公司的任务指挥中心和有效载荷集成厂房，而Rocket Lab将作为备用任务指挥中心。
蓝色幽灵着陆器由四个着陆腿、通讯、加热和太阳能系统组成，并具有多层隔热层。其太陽能電池板由分包商Rocket Lab旗下的SolAero生产，最多可提供650W的功率。Rocket Lab旗下的ASI则提供飞行、地面和導引、導航及控制软件、弹道设计、轨道确定和软件试验台集成。根据萤火虫航空航天的说法，蓝色幽灵航天器的全过程内部制造和测试是它与其他CLPS着陆器之间的一个重要区别。
作为商业月球有效载荷服务（CLPS）计划的一部分，NASA于2021年2月授予萤火虫航空航天首个蓝色幽灵月球运输任务订单。

## 任务

### 蓝色幽灵M1
本系列着陆器的第一个飞行任务为蓝色幽灵一号（Blue Ghost Mission 1，简称M1）。2021年2月4日，NASA授予萤火虫航空航天公司一份价值9330万美元的合同，要求其于2023年向月球进行十项科学调查和技术演示。该合同是商业月球有效载荷服务计划（CLPS）的一部分，CLPS由NASA向商业合作伙伴购买服务，以便在阿耳忒弥斯计划中快速将科学技术有效载荷部署到月球表面。

### 蓝色幽灵M2
第二艘蓝色幽灵着陆器计划于2026年发射

### 蓝色幽灵M3
第三次蓝色幽灵任务计划于2028年进行。

## 资金
2017年，第一次特朗普政府的《太空政策指令1》表明了NASA重返月球的意图。2018年，NASA向萤火虫航空航天公司等九家公司征集了商业月球有效载荷服务（CLPS）计划的投标。CLPS是美国宇航局阿耳忒弥斯计划的一部分；阿耳忒弥斯计划的长期目标之一是在月球上建立永久载人基地。
2021年，萤火虫航空航天公司获得NASA一份价值9300万美元的合同，为NASA进行登月任务。